# Psalm 142
Psalm 142 – jeden z utworów zgromadzonych w biblijnej Księdze Psalmów. W systemie numeracji stosowanym w greckiej Septuagincie i łacińskiej Wulgacie psalm ten jest psalmem 141.
Psalm ten identyfikuje się również często przez łaciński incipit Voce mea ad Dominum clamavi (wersja Wulgaty; w Nowej Wulgacie clamo).

## Tekst psalmu i jego interpretacja
Psalm ten zaliczany jest do grupy psalmów błagania indywidualnego, a więc stanowi osobistą modlitwę, wyraz wiary i ufności w pomoc Bożą w konkretnej sytuacji życiowej. Zarówno Biblia Jerozolimska, jak i Biblia Tysiąclecia klasyfikują go jako lamentację indywidualną, za czym przemawia odniesienie go w tradycji i liturgii chrześcijańskiej do osoby cierpiącego Chrystusa. Tekst hebrajski określa Psalm 141 jako należący do utworów przypisywanych królowi Dawidowi. Autor natchniony, nazywając psalm pieśnią pouczającą (hebr. ‏מַשְׂכִּיל‎) i modlitwą (hebr. ‏תְּפִלָּה‎), nie omieszkał podać jej okoliczności: gdy był w jaskini. Biblia Tysiąclecia sugeruje odnośniki do wydarzeń opisanych w Pierwszej Księdze Samuela: Dawid w jaskini Adullam lub w Engaddi (En Gedi).
W Psalmie 142 trzykrotnie wymienione zostaje imię Jahwe (hebr. ‏יהוה‎; w. 2 i 6).
Redaktorzy wydań Biblii Jerozolimskiej oraz Biblii poznańskiej umieścili przed psalmem nagłówek sugerujący interpretację tekstu Modlitwa prześladowanego. Strwożony podmiot domaga się uwagi Boga, lamentuje przed Jahwe (w. 2–3). Mówi Bogu, że czyha na niego niebezpieczeństwo (sidło, hebr. ‏פַח‎), o którym przecież on wie. Psalmista nie znajduje żadnego obrońcy, sytuacja jest bez wyjścia (4–5). Ponownie wznosi głos do Boga z prośbą o usłyszenie wołania (hebr. ‏רִנָּה‎). Brakuje mu już sił, a prześladowcy zdają się być silniejsi (w. 6–7). Znowu prosi o uratowanie z opresji. Ufa i chce oddać Bogu chwałę (w. 7). Reakcją na Bożą pomoc ma być towarzystwo ludzi prawych (hebr. ‏צַדִּיקִ֑ים‎; w. 8). W domyśle: sprawiedliwi będą solidarni w dziękowaniu za interwencję.

## Użycie w liturgii chrześcijańskiej

### Obrządki zachodnie
W tradycyjnym rzymskim układzie brewiarza psalm 141 (142 w numeracji hebrajskiej) ten śpiewany lub odmawiany jest jako piąty psalm nieszporów piątkowych (zarówno w wersji sprzed reform Piusa X jak i po tych reformach). W obrządku monastycznym jest pierwszym psalmem nieszporów piątkowych.
W rzymskiej liturgii godzin zreformowanej po soborze watykańskim II Psalm 142 (141 numeracji łacińskiej) odmawiany jest w I Nieszporach niedzieli pierwszego tygodnia, poprzedza go Psalm 141. W nagłówku redaktorzy zasugerowali interpretację: „Bóg ucieczką w cierpieniu”. Jako krótki komentarz zacytowany został doktor Kościoła św. Hilary z Poitiers, który sugeruje, że treść psalmu wypełniła się w Chrystusie „podczas Jego Męki”.
W tradycji franciszkańskiej Psalm 142 odmawiany jest podczas nabożeństwa Transitusu upamiętniającego śmierć Franciszka z Asyżu zawsze 3 października w godzinach wieczornych. Psalm poprzedzony jest antyfoną rozpoczynająca się od słów: O, błogosławiona duszo. Zgodnie z informacjami zawartymi w źródłach franciszkańskich święty miał przed śmiercią recytować Psalm 142.

### Obrządki wschodnie
W obrządku bizantyjskim psalm 141 (142 w numeracji hebrajskiej) jest drugim z czterech stałych psalmów nieszpornych, recytowanych podczas części nieszporów zwanej lucernarium.